# زورورو ماكامبا
زورورو ماكامبا (17 يناير 1990 - 23 مارس 2020) صحفي من زيمبابوي، وهو ابن جيمس ماكامبا [الإنجليزية].

## سيرته المهنية
استضاف برامج الشؤون والأوضاع الحالية على محطة الراديو زي إف أم ستيريو (ZiFM Stereo) وعلى محطة التلفزيون إم-نيت؛ التابعة لشركة زمبيزي ماجيك (Zambezi Magic).

## حياته الشخصية
عانى زورورو من الوهن العضلي الوبيل؛ وهو اضطراب عصبي عضلي مناعي ذاتي، وكان قد خضع لعملية جراحية لإزالة ورم من صدره في وقت سابق. في تاريخ 21 مارس 2020، تم تشخيص إصابته بمرض فيروس كورونا 2019؛ وذلك بعد 12 يومًا من عودته من مدينة نيويورك، توفي زورورو ماكامبا في مدينة هراري بعد تشخيص إصابته بيومين، وقد كانت وفاته أول حادثة وفاة في البلاد نتيجة الإصابة بهذا المرض.